# 徐道覆
徐道覆（？—411年3月15日），琅邪人，東晉末年人物，曾參與孫恩盧循之亂，並為領導者盧循的姐夫。徐道覆力主已據廣州的盧循乘劉裕北伐機會起兵，並主導盧循進攻建康，一時聲勢極大，惟在攻建康時盧循與其意見相左，攻戰不利下遂得撤退，形勢於是逆轉，徐道覆本人亦於隨後的晉軍討伐中喪命。

## 生平
徐道覆初隨孫恩起事，曾於東陽郡被劉裕打敗。孫恩死後，道覆繼續追隨盧循，並在義熙元年（405年）與盧循攻下廣州。當時東晉朝廷剛剛才平滅桓氏勢力，無力討伐盧循，於是暫時授予盧循廣州刺史一職，而徐道覆就被盧循任命為始興國國相。
徐道覆早已有心再度起事，於是在始興郡南康山大舉砍伐樹木以作修建船艦之用。為了掩人耳目，他先聲稱是要將木材運出去售賣，再託辭人手不足，而在始興郡中降價沽售。當地人們見木材價格便宜就踴躍購買，不過當地一段贛江水流湍急，木材不易運出，於是大量木材就囤積在始興郡境，人民也沒有懷疑。
義熙六年（410年），徐道覆乘劉裕北伐南燕的機會，力勸盧循起兵；盧循最初不肯，但徐道覆親下廣州治所番禺（今廣東廣州市）勸說，盧循雖然依舊不願，但實在無法反駁徐道覆的話，只好聽從。徐道覆就立即跟著當日賣木材的票據去拿回木材，並讓眾人合力將木材裝成船艦，很快就裝成一艘艘大樓船。大軍起事後隨即進攻江州，南康郡、廬陵郡及豫章郡等各郡官員都望風奔逃，江州刺史何無忌率軍迎擊，但徐道覆先在西岸部處弓箭手射擊何無忌船隊，隨後當地更吹起猛烈西風，將何無忌所乘小船吹向東岸，道覆遂命船隊乘風壓逼晉軍，令晉軍潰敗，何無忌面對登艦的敵軍雖奮勇作戰，仍然被殺。
何無忌戰死後，盧循本與徐道覆分兵攻擊江州諸郡，道覆順流而下攻擊尋陽長江沿岸的尋陽郡（治今江西九江市），盧循則西攻湘江一帶各郡。當時荊州刺史劉道規曾派軍進攻盧循，但在長沙（今湖南長沙）被盧循擊敗，盧循於是打算乘勢進攻荊州治所江陵（今湖北荊州市荊州區）。不過，其時豫州刺史劉毅已率二萬兵討伐盧循叛軍，徐道覆立即召盧循與他合力抵抗劉毅，並圖攻下首都建康（今江蘇南京），盧循於是自巴陵（今湖南岳陽市）出發，順江而下與徐道覆會合，並在桑落洲大敗劉毅。
盧循雖然連敗何無忌及劉毅，但當他知道劉裕已經從南燕故土中趕回來後十分害怕，即打算退守尋陽並集中力量攻下江陵，想以荊江二州之力與晉廷對峙。不過徐道覆就主張乘著大軍連捷的氣勢一舉攻下建康，爭論了數日後盧循最終還是聽徐道覆的，大軍繼續東下，並於五月到達建康。劉裕回防建康後積極組築防禦，但實際上兵力遠遠不及盧循軍，劉裕於是將主力部署在石頭城。盧循大軍到後，徐道覆計劃直攻新亭、白石，並在當地登岸進攻；然而盧循卻不肯急進冒險，想按兵待晉軍自潰。起初，劉裕見盧循軍勢似乎要直取新亭，顯得驚懼失色，但接著盧循否決徐道覆計劃，回泊蔡洲，甚至阻止徐道覆自率軍隊獨進，劉裕就轉憂為喜，並力強眾柵壘的防禦，而徐道覆卻感歎：「我终为卢公所误，事必无成。使我得为英雄驱驰，天下不足定也！」盧循及後率部攻柵，但在晉軍奮力抵抗下無功而還，盧循見無所進展，攻略諸郡縣亦搜掠不到物資，在七月決意撤軍。
徐道覆接著率三萬兵直攻江陵，劉道規率眾於豫章口迎敵，並派了劉遵作為遊軍。接戰後道規前鋒失利，但道規仍然激勵將士奮戰，同時劉遵軍攔腰側擊道覆軍，於是大破道覆，殺了萬多人，餘眾亦墮江溺斃，道覆只得乘小船回盆口。盧循雖退，但仍然盤據在江州，不過劉裕在建康解圍後就組築船隊準備出討盧循，於十一月出發西上，屯據雷池。十二月，盧循、徐道覆共攻大雷，劉裕率軍奮力拒戰，並對因風而屯於西岸的盧循船隊施以火攻，並發動猛烈進攻，終大敗盧循軍。
盧循兵敗後率餘眾逃還廣州，徐道覆就退還始興。晉軍諸將仍在追擊盧循餘部，劉藩將孟懷玉於義熙七年二月壬午（411年3月15日）攻下始興，斬殺徐道覆。